# Kopt katolikus egyház
A kopt katolikus egyház a keleti katolikus egyházak egyike, 1741-ben szakadt ki a katolikus misszió hatására a kopt ortodox egyházból.
Szertartásuk a kopt katolikus szertartás, mely a kopt miafizita szertartás katolikus átdolgozása. A kopt miafizita szertartással ellentétben a hívek nem a kehelyből isznak, hanem kis kanállal áldoztatják őket. A kopt katolikusok a karácsony előtti böjtben, a nagyböjtben és a halottakért fölajánlott misékben a Cirill-misét végzik, az Úr, Szűz Mária és a nagy szentek ünnepein a Gergely-, az év többi napjain a Vazul-misét végzik. Papjaik cölibátusban élnek.
Az egyház élén az alexandriai patriarcha áll, hét püspöksége van (Alexandria, Aszjút, Gíza Iszmáilija, Luxor, Minja, Szohág) áll. Liturgiai  nyelvük a kopt és az arab.